# Star Trek: Starfleet Command II: Empires at War
Star Trek: Starfleet Command II: Empires at War è un videogioco di tattica in tempo reale con componenti di tipo strategia a turni (con paesaggio, unità e strutture 3D), ambientato nell'universo immaginario del futuro di Star Trek durante delle ipotetiche guerre, in cui si devono controllare delle astronavi e ci si deve occupare di gestire una fazione tra quelle sia della serie classica che altre "nuove"; sviluppato da Taldren.
Questo è il secondo videogioco dopo Star Trek: Starfleet Command, che ha iniziato la serie basata sul gioco da tavolo Star Fleet Battles e fatta tutta dalla stessa casa di sviluppo. Il titolo ha avuto un'espansione Star Trek: Starfleet Command II: Orion Pirates distribuita nell'anno 2001 e ha avuto un seguito Star Trek: Starfleet Command III del 2002.

## Modalità di gioco
La campagna per il giocatore singolo, che dispone di una mappa strategica dell "universo", è relativa a otto specie (2 in più in confronto al primo Star Trek: Starfleet Command):
"classiche"
- Federazione dei Pianeti Uniti
- Impero dei Klingon
- Impero stellare dei Romulani

"prese" da Star Fleet Battles
- Confederazione Gorn
- Impero stellare dei Lyran
- Regni Hydran

"aggiunte" da Star Fleet Battles
- Interstellare Concordium
- Società stellare Mirak

Sono presenti anche delle lezioni ("tutorial") per imparare le nozioni di base del gioco.
Poi ci sono delle missioni utilizzabili sia per il multigiocatore su LAN e su Internet (con modem), anche facendo uso di applicazioni o siti web per il gioco "on-line" e con server per un universo "semipersistente", che in singolo contro il computer come schermaglia "skirmish".